# Sytuacja prawna i społeczna osób LGBT w Surinamie

## Status prawny
Kontakty homoseksualne w Surinamie są legalne od 1944 roku. Wiek osób legalnie dopuszczających się kontaktów homo- i heteroseksualnych nie jest zrównany i wynosi 16 lat dla kontaktów heteroseksualnych i 18 dla homoseksualnych. Według 302 artykułu surinamskiego Kodeksu karnego za kontakt homoseksualny z osobą poniżej 18 lat grozi kara do 4 lat więzienia, ale prawo to jest bardzo rzadko używane. Geje nie są wykluczeni ze służby wojskowej z powodu swojej orientacji seksualnej.
W ustawodawstwie kraju nie ma żadnych przepisów wprost zakazujących dyskryminacji przez wzgląd na orientację seksualną.
W surinamskim ustawodawstwie nie istnieje również żadna prawna forma uznania związków jednopłciowych. 

## Życie osóbLGBTw kraju
Obywatele Surinamu są bardziej przyjaźni i otwarci wobec homoseksualistów niż większość pobliskich krajów karaibskich, prawdopodobnie ze względu na to, że państwo to było kiedyś kolonią bardzo liberalnej Holandii i nadal zachowuje z nią ścisły kontakt.
W kraju działa jeden gejowski lokal oraz hotel dla homoseksualnych turystów.
Od 1998 roku w kraju istnieje pierwsza organizacja LGBT, Forum dla Lesbijek i Gejów w Surinamie.
W afro-surinamskiej społeczności kraju jest praktykowana szczególna forma homoseksualizmu kobiecego - kobiety zwane "mati" lub "matisma" utrzymują seksualne związki z innymi kobietami, często jednocześnie będąc w związku z mężczyzną, z którym mają dzieci. Najczęściej ich homoseksualna partnerka jest starsza i w zamian za bezwarunkowe poświęcenie się jej oferuje życiowe rady, uwagę i podarunki.